# Mughajrat Szibli
Mughajrat Szibli – wieś w Syrii, w muhafazie Aleppo, w dystrykcie As-Safira. W 2004 roku liczyła 1079 mieszkańców.